# Гебхард фон Урах
Гебхард фон Урах (на немски: Gebhard von Urach; * 11 век; † 11 януари 1141) от род Урах, е княжески епископ на Страсбург (1131 – 1140) по времето на императорите Лотар III и Конрад III, и папа Инокентий II.

## Биография
Той е син на граф Егино II фон Урах († 1105) и съпругата му Кунигунда/Хадвих/Хадевик графиня фон Райнфелден. Внук е на граф Егино I фон Урах-Детинген († ок. 1050). Племенник е на Гебхард II фон Урах († 1110), епископ на Шпайер (1105 – 1107), и Куно фон Урах († 1122), кардинал-епископ на Палестрина, папски легат. Брат е на граф Егино III фон Урах († 1160), на Удилхилд († 1134), омъжена за граф Фридрих I фон Цолерн († пр. 1125), и на Алберада († 1136/37), абатиса в Линдау.
Понеже защитава интересите и политиката на императора Гебхард има конфликт с херцога на Швабия и Елзас, Фридрих II Едноокия, противник на Лотар. През 1131 г. войската на Гебхард фон Урах побеждава по-голямата войска на саксонския херцог Фридрих II при Гугенхайм в Елзас и превзема множество замъци на херцога на Швабия.